# Comandante supremo de las Potencias Aliadas

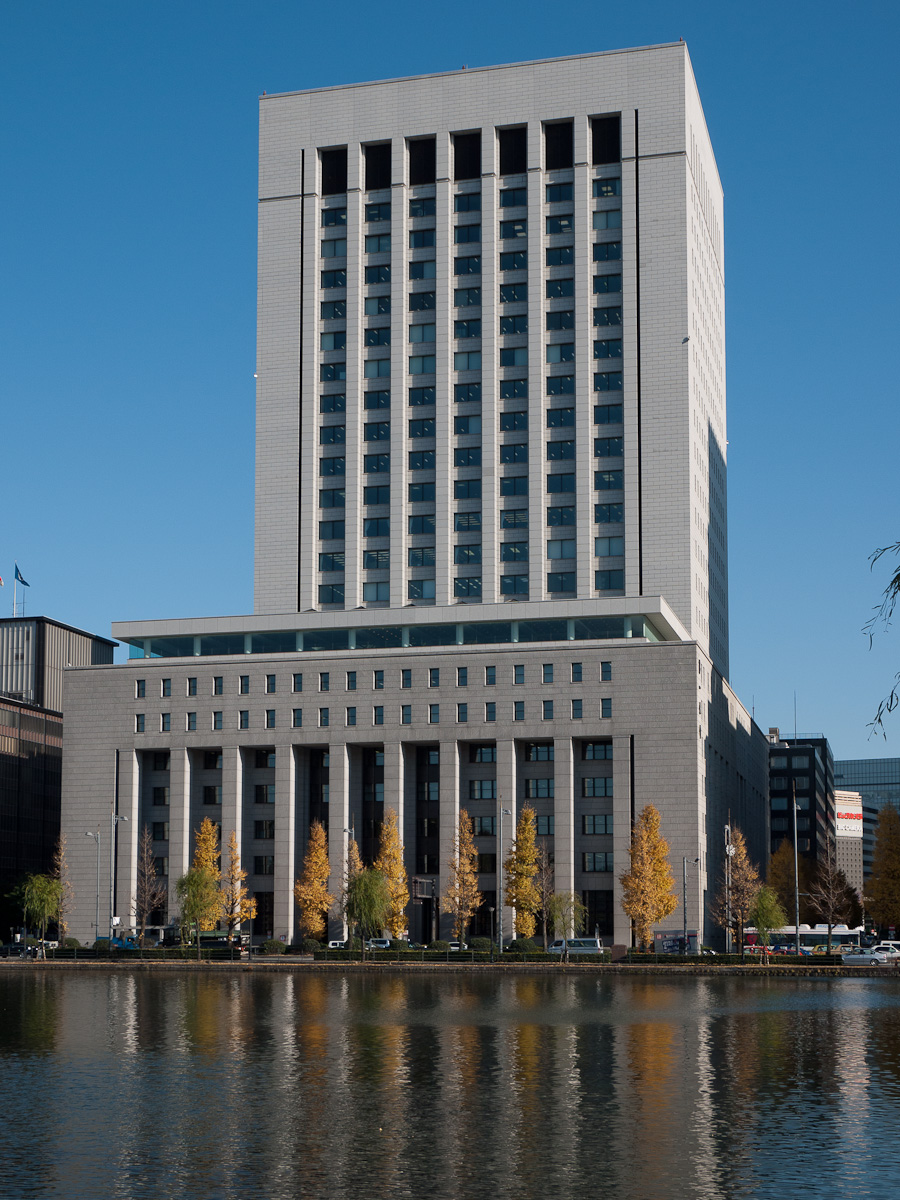
El edificio Dai-Ichi Seimei, lugar donde el SCAP fijó sus cuarteles generales.

Comandante supremo de las Potencias Aliadas (en inglés: Supreme Commander for the Allied Powers, SCAP) fue el título que el general Douglas MacArthur recibió durante la ocupación de Japón posterior a la Segunda Guerra Mundial. A pesar de que con anterioridad hubo y en la actualidad hay otros comandantes supremos aliados, el título como tal solo ha sido concedido a MacArthur en toda la historia.
MacArthur tenía el convencimiento personal de que su nombramiento como comandante supremo era de origen sagrado. De hecho, durante el discurso que pronunció desde el despacho de su barco de guerra tras la firma del rendimiento incondicional por parte de los japoneses manifestó que «La misión sagrada ha sido completada».
En Japón, el puesto fue generalmente conocido como GHQ (Cuartel General de sus siglas en inglés), ya que por SCAP se entendía las oficinas de la ocupación, incluido el personal tanto militar como civil que participó en la misma, alguno de los cuales participó en la confección del primer borrador de la Constitución de Japón, la cual fue ratificada tras algunas enmiendas por la Dieta, órgano máximo de poder del Estado japonés.
Estas acciones hicieron que McArthur fuera visto por muchos políticos y civiles japoneses como el precursor de la restauración del poder imperial en Japón, incluso considerando el que se había restaurado el estilo Shōgun de gobierno, el cual había desaparecido desde el comienzo del periodo de Restauración Meiji.
MacArthur jugó un papel fundamental en la amnistía concedida al emperador Shōwa y todos los miembros de la familia imperial implicados en la guerra que impidió que fueran perseguidos por la justicia en el Tribunal Penal Militar Internacional para el Lejano Oriente que se constituyó para juzgar a criminales de guerra japoneses una vez terminada la Segunda Guerra Mundial.
El 26 de noviembre de 1945, MacArthur confirmó al almirante Mitsumasa Yonai que la abdicación por parte del emperador no era necesaria. y personal tanto estadounidense como oficiales japoneses colaboraron para prevenir que pudiera surgir a la luz cualquier prueba que pudiera incriminar a cualquier miembro de la familia imperial en crímenes de guerra.
Además del control económico y político el SCAP mantuvo durante siete años un estricto control de los medios de comunicación en todo Japón creando para ello un Departamento de Censura que en total prohibió la publicación en cualquier medio de 31 temas entre los que se incluían:
- Cualquier tipo de crítica al SCAP (tanto en la persona de MacArthur como de la organización en sí).
- Críticas a los países aliados.
- Crítica a la política aliada pre y posguerra.
- Cualquier forma de propaganda imperial.
- Defensa de los tribunales de guerra.
- Cualquier mención a las bombas atómicas y a las consecuencias de los bombardeos atómicos.
- Mención a actividades del mercado negro.
- Opiniones y debates sobre las relaciones diplomáticas entre EE.UU y la URSS.

MacArthur fue relevado de su cargo de comandante supremo por el comandante Matthew Ridgway, después de que fuera cesado de dicho cargo por insubordinación por el presidente Harry Truman en abril de 1951 con motivo de la guerra de Corea.